# CompuServe
CompuServe fue una compañía de comunicaciones estadounidense cuyo nombre completo era CompuServe Information Services, o CIS. Fue el primer proveedor comercial de servicios telemáticos en los Estados Unidos. Dominó el mercado durante los años 80, y permaneció como uno de los tres principales suministradores hasta mediados de los 90, cuando fue eclipsado por nuevos servicios de información, como America Online (AOL), que cobraban una suscripción mensual en lugar de por tiempo de conexión. En la actualidad, CompuServe Information Service es, precisamente, propiedad de AOL, y opera como proveedor de servicios de Internet (ISP).

## Historia
CompuServe fue fundado en 1969 como Compu-Serv Network, Inc. en Columbus, Ohio como subsidiaria de Golden United Corporation. Aunque está muy extendida la creencia de que el primer presidente de CompuServe fue Jeffrey Wilkins, yerno del fundador de Golden United, Harry Gard, el primer presidente fue realmente el Dr. Juan R. Goltz. Goltz y Wilkins eran ambos estudiantes graduados en ingeniería eléctrica por la universidad de Arizona. Reclutaron a otros de los primeros empleados en la universidad del Arizona, incluyendo a Sandy Trevor (inventor del sistema simulador de charla de CB de CompuServe), a Doug Chinnock  y a Larry Shelley. Wilkins substituyó a Goltz como CEO en el primer año de funcionamiento de la compañía.

## Clausura de los servicios
En julio de 2007, se anunció que CompuServe Pacific dejaría de operar el 31 de agosto de 2007.
En septiembre de 2007, se anunció que CompuServe Francia dejaría de operar el 30 de noviembre de 2007.